# Westley (Suffolk)
Pour les articles homonymes, voir Westley.
Westley est un village et une paroisse civile du Suffolk, en Angleterre.